# Grevenmacher (distrikt)
Grevenmacher (luxemburgiska: Gréiwemaacher) var ett distrikt i Luxemburg beläget i den östra delen av landet. Grevenmacher gränsade i norr till Rheinland-Pfalz i Tyskland, i väster till distrikten Diekirch och Luxembourg, i öster till Rheinland-Pfalz och Saarland och i söder till den franska regionen Lorraine.
Grevenmacher var indelat i tre kantoner och vidare i 26 kommuner.
Den 3 oktober 2015 avskaffades distrikten i Luxemburg och kantonerna blev den högsta nivån i landets administrativa indelning.

## Administrativ indelning
1. Echternach
  - Beaufort
  - Bech
  - Berdorf
  - Consdorf
  - Echternach
  - Mompach
  - Rosport
  - Waldbillig
2. Grevenmacher
  - Betzdorf
  - Biwer
  - Flaxweiler
  - Grevenmacher
  - Junglinster
  - Manternach
  - Mertert
  - Wormeldange
3. Remich
  - Bous
  - Burmerange
  - Dalheim
  - Lenningen
  - Mondorf-les-Bains
  - Remerschen
  - Remich
  - Stadtbredimus
  - Waldbredimus
  - Wellenstein